# Joseph Beattie
Joseph Beattie, né en 1978, est un acteur anglais qui s'est fait remarquer dans la saison 2 de la série télévisée britannique Hex : La Malédiction où il joue le rôle de Malachi et dans la version 2007 de Mansfield Park où il incarne Henry Crawford.

## Biographie
Après ses études à King Alfred School (en) à Londres, Joseph Beattie rejoint la Guildhall School of Music and Drama où il obtient son Bachelor's degree of Arts  « avec distinction » (BA (hons)) dans la catégorie : Acteur.

## Carrière
Joseph Beattie fait ses débuts au cinéma en 1994 dans  Les Leçons de la vie (The Browning Version), de Mike Figgis, où Albert Finney  tient le rôle principal, puis décroche un rôle dans Velvet Goldmine en 1998, alors qu'il est encore à Guildhall.
À la télévision, son premier grand rôle est celui de Harry Paget Flashman dans l'adaptation de 2005 pour ITV du roman de George MacDonald Fraser Tom Brown's Schooldays. Plus récemment il tient le rôle de Louis XII dans la série Borgia.
Sur scène, il a en particulier joué le facétieux Puck, personnage de A Midsummer Night's Dream au cours d'un Festival de Covent Garden.

## Filmographie
- 2008 : Fast Track : Sans Limites (en) de Axel Sand (de)